# بیبای، هوکایدو
بیبای در استان هوکایدو در کشور ژاپن واقع شده است که دارای جمعیت ۲۷٬۸۴۹ نفر و مساحت ۲۷۷٫۶۱ کیلومتر مربع با تراکم جمعیت 100 نفر در کیلومترمربع است و در تاریخ ۱ آوریل ۱۹۵۰ به عنوان شهر شناخته شد.